# Должка
Должка (укр. Довжка) — село в Войниловской поселковой общине Калушского района Ивано-Франковской области Украины.
Население по переписи 2001 года составляло 237 человек. Занимает площадь 5,74 км². Почтовый индекс — 77311. Телефонный код — 03472.